# 丰田WW引擎
丰田WW引擎是一系列直列4缸16气门顶置双凸轮轴涡轮增压共轨喷油柴油引擎。
本系列发动机基于宝马N47发动机。
丰田取得宝马的授权后重新设计了启停系统、全新设计了ECU、增加了引擎机脚震动隔离、安装使用了丰田自家的柴油颗粒滤清器和丰田自家的双质量飞轮。
改进后的引擎具有更好的平顺性、静音和经济性。
WW引擎家族包括了两款，一个是1.6升 (112 PS, 270 Nm)，一个是2.0升(143 PS, 320 Nm)。

## 1WW
本引擎用在丰田的以下车型上：丰田Verso 1.6 D-4D、丰田Auris、丰田Avensis
同时本款引擎也用在宝马的1系F20 116d EfficientDynamics、F20 114d (95 PS版本)和宝马迷你的Mini Cooper D、Countryman D系。

## 2WW
2WW是2.0升涡轮增压引擎。用在丰田Avensis 2.0 D-4D和丰田RAV4 2.0 D-4D